# 安永會計師事務所
安永會計師事務所是一間總部位於英國倫敦的跨國性專業服務公司网络，与普華永道、德勤和畢馬威合称四大会计师事务所。
安永以成員公司網路運作，其成員为在各个国家独立运行的法律实体，在中国大陆的主要运营主体是安永华明会计师事务所（特殊普通合伙）和安永（中国）企业咨询有限公司。截至2018年6月30日，安永雇用了 261,559 名員工、在150多個國家有超過700間辦公室，其提供鉴证（包含財務審計）、稅務、交易、以及諮詢及法律服務給各類公司。

## 历史
同其他著名的会计师事务所一样，安永在发展过程中历经多次合并及重组，最终形成了现在的全球专业服务网络。

### 早期历史
安永最早的歷史可追溯到1849年在英格蘭成立的會計師事務所哈丁·普萊恩（Harding & Pullein）。同年，弗雷德里克·惠尼（Frederick Whinney）加入了事務所，並于1859年成為合夥人。
1894年，事務所改名為惠尼史密斯·惠尼（Whinney Smith & Whinney），史密斯是弗雷德里克的兒子。
1903年，特奧多爾·恩斯特（Theodore Ernst）和阿爾文·恩斯特（Alwin Ernst）兩名美國人兄弟在克利夫蘭創辦了恩斯特·恩斯特（Ernst & Ernst）會計師事務所。
1906年，另一位美國人亞瑟·楊在芝加哥成立了亞瑟·楊（Arthur Young）會計師事務所。
1924年，這兩家美國的事務所開始與英國市場中突出的事務所結盟，亞瑟·楊與伯德·派特森（Broads Paterson & Co.）合作，而恩斯特·恩斯特與惠尼史密斯·惠尼攜手。後者在1979年合併，新的事務所稱為恩斯特·惠尼（Ernst & Whinney），為當時世界第四大會計師事務所。也是在1979年，亞瑟·楊的歐洲分所與幾家當地較大的事務所合併，成為亞瑟·楊國際（Arthur Young International）的成員所。

### 组建安永
1989年，第四大的事務所恩斯特·惠尼与第五大的亞瑟·楊會計師事務所合并，組建安永（Ernst & Young, EY）會計師事務所。
1997年9月，普華和永道宣佈合併成立普華永道會計師事務所。随后，在当年10月，安永宣佈了和畢馬威的全球合併計畫，旨在成立當時世界上最大的專業服務機構。然而此次合并，在1998年2月，出於反壟斷、成本和企業文化融合困難的考慮，安永和畢馬威放棄了合併計畫。
20世纪80到90年代，安永的咨询部门发展迅猛。
2000年5月，由于美国证券交易委员会对于会计师事务所审计服务和咨询服务之间利益冲突的问题的关注，安永成为首家分拆旗下咨询部门的大型会计师事务所，咨询部门以110亿美元出售给法国IT服务商凯捷。

### 21世纪以来
2002年，安达信發生会计丑闻导致解体。安永乘机兼併了安达信在世界各地的众多成员所，包括德国、法国、俄罗斯、南非、新加坡等地。
2014年7月，安永宣布收购全国十大管理咨询公司之一的帕特农集团以增强其战略咨询实力，后者继续以独立品牌运营。

## 全球业务

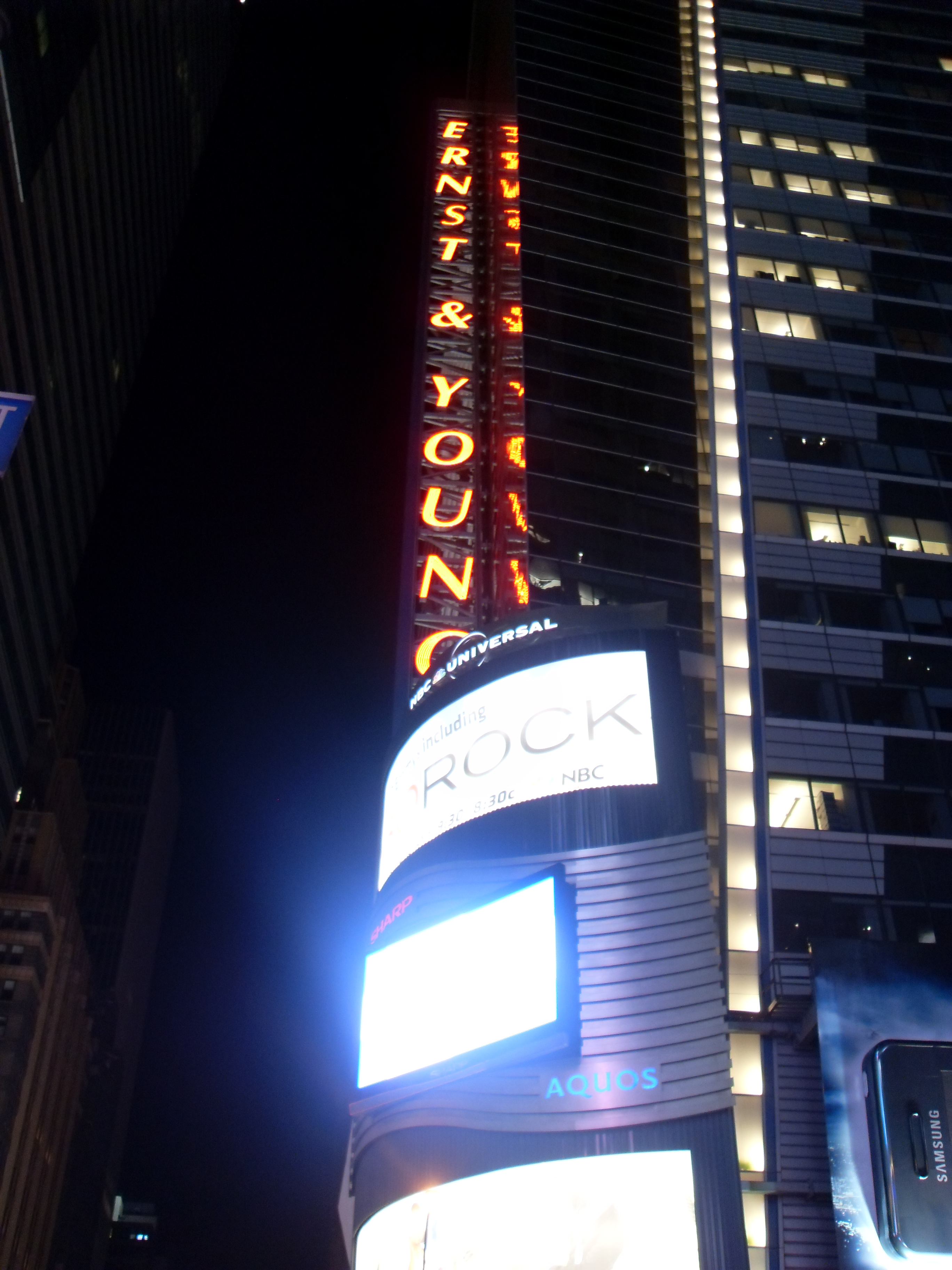
安永在纽约的办公楼

### 全球分區架构
- EMEIA：歐洲、中東、印度、非洲
- 美洲
- 亞太區
- 日本

### 大中華區業務
安永在大中华区雇佣了近18,000名员工，設立了共27家辦事處的網路，分別位於中國大陸的北京、上海、廣州、深圳、长沙、沈阳、成都、大連、杭州、青島、蘇州、天津、武漢、郑州、廈門、西安、南京、海口、澳門與香港，以及台灣的臺北、臺中、臺南、桃園、新竹和高雄，而蒙古业务的办事处设在乌兰巴托。
1969年，致遠會計師事務所成立，是当时台灣第一家以聯合形式建立之會計師事務所，後成為安永會計師事務所在台湾的分支机构。
1981年，安永在北京设立办事处。
1992年，安永在北京成立安永华明会计师事务所。
2001年，安永与上海大华会计师事务所合并，合并后成立安永大华会计师事务所，安永大华与安永华明上海分所合署办公。
2007年10月，致遠會計師事務所經其合夥人決議改名為安永會計師事務所。
2008年，安永对旗下的安永华明和安永大华实施合并和业务整合，合并后安永大华被注销，其业务和人员并入安永华明。
2011年11月，安永會計師事務所進駐香港中環中信大廈，租用十層，佔地15萬呎，亦為安永亞太區總部所在地。為配合業務發展，安永香港在2019年1月起將辦公室陸續遷往香港鰂魚涌太古坊的全新寫字樓太古坊一座。
2012年7月，安永华明获准转制设立特殊普通合伙制会计师事务所，安永华明会计师事务所（特殊普通合伙）于当年9月正式开业。

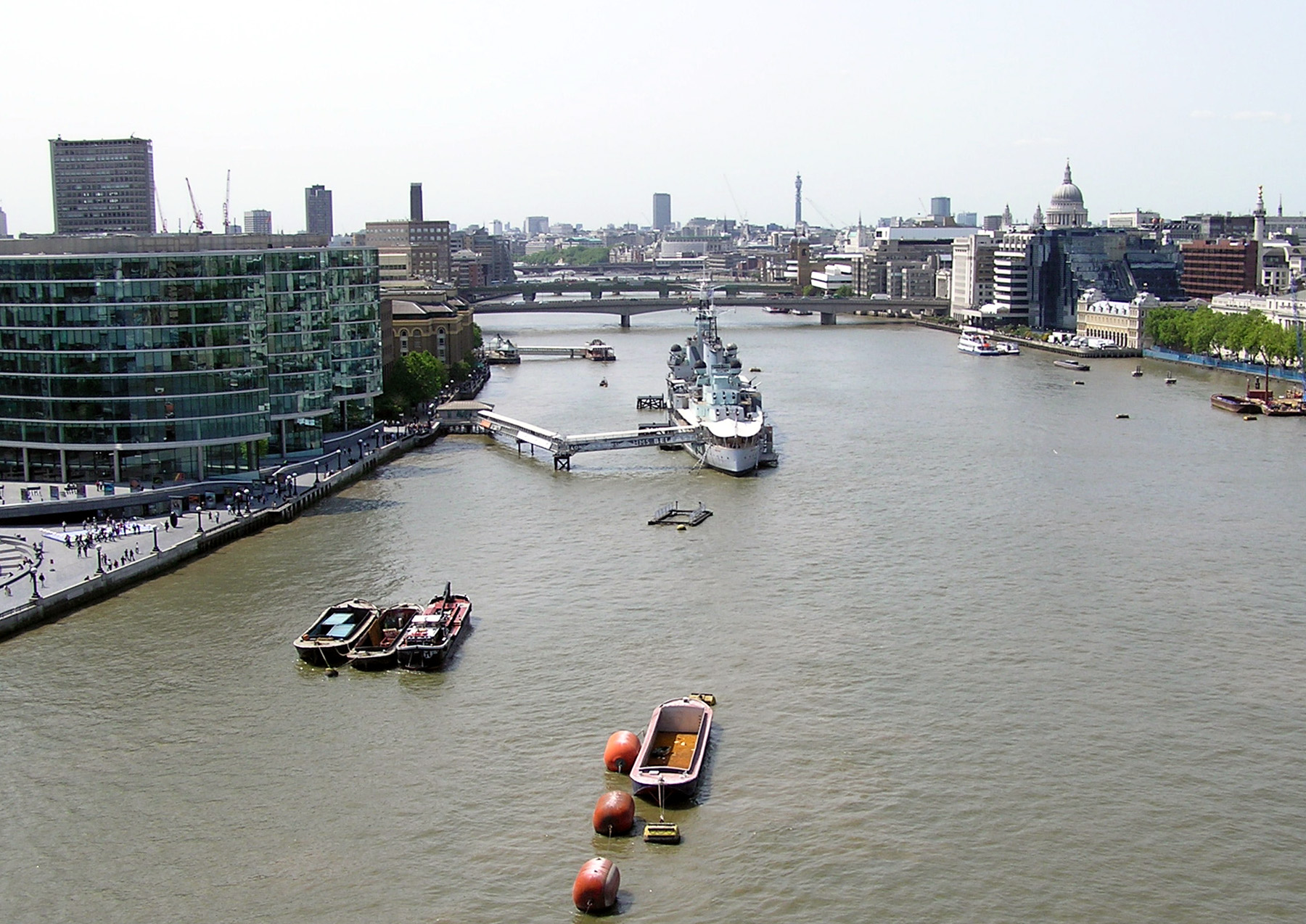
安永在伦敦的办公楼

## 服務專案
目前， 安永的业务主要分为以下四类：
- 鉴证：这项服务主要包含审计服务（Audit）、气候变化与可持续发展咨询服务（Climate Change and Sustainability Services,"CCaSS"）、财务会计咨询服务（Financial Accounting Advisory Services,"FAAS"）以及诈骗审查及纠纷协调服务（Fraud Investigation & Dispute Services,"FIDS"），截至2013年6月30日的2013财年，审计部门贡献的收入为109亿美元。
- 税务：这项服务主要包含国内税务服务（Business Tax Service），国际税务服务（International Tax Service），交易税务服务（Transaction Tax），间接税务服务（Indirect Tax）以及人力资本（Human Capital）等。2013财年，税务部门贡献的收入为69亿美元。
- 交易（TAS）：其業務包括運營交易諮詢（Operational Transactions Services,"OTS"）、重組／整合（Restructuring）、財務交易支援（Transaction Support,"TS"）、財務交易稅務諮詢（Transaction Tax,"TT"）及估值與商業模型服務（Valuation & Business Modelling,"VB&M"）。2013財年，交易部門貢獻的收入為22億美元。
- 諮詢：其業務包括業績改善（Performance Improvement,"PI"）、風險、資訊科技以及金融服務諮詢（Advisory for Financial Services,"AFS")。2013財年，諮詢部門貢獻的收入為58億美元。

## 主要客户
安永有许多知名公司客户，由于各个国家和地区的法律及监管要求不同，四大会计师事务所之间客户轮换也时有发生。
安永曾经或现在的客户：
- 能源、采掘、冶炼等資源业：英国石油、康菲石油、道达尔、西屋公司、赫斯、塔利斯曼能源、俄罗斯石油公司、哈薩克銅業、斯特拉塔股份、中国海洋石油、武汉钢铁、马鞍山钢铁、西部矿业、西王特鋼、伊泰煤炭
- 金融服務業：3i、英華傑、怡安、荷蘭國際集團、荷蘭合作銀行、派傑、CIBC、宏利金融、恩曼集團、VTB、多倫多道明銀行、瑞士聯合銀行、太陽信託銀行、地區金融公司、尤拉-普誠、澳大利亞國民銀行、柏克布朗、鑰匙銀行、持久再保險公司、丘博保險、文藝復興資本、賽普勒斯銀行、第一資本、瑞穗金融集團、日本國際合作銀行、丸韓日本銀行、加華銀行、北洋銀行、寶德隆集團、大華銀行、中國工商銀行，長沙銀行，平安銀行，杭州銀行，廣州銀行，華夏銀行，興業銀行，平安保險，太平洋保險，浦發銀行，中信證券，深圳發展銀行、高銀地產、高銀金融、迪臣發展國際、星控股、永泰馬來西亞、遠東宏信、英傑華、友邦保險、平安保險
- 政府、公用及公營：美國郵政、英國皇家郵政、澳大利亞皇家鑄幣廠、粵海投資
- 醫療健康行業：HEA、禮來、克裡夫蘭診所、CSL、UPMC、華潤三九、複星醫藥、綠葉製藥、小林製藥股份
- 製造業：ABB、德爾福、伊頓公司、先正達、利樂、漢森公司、拉法基、泰雷茲集團、西門子、宣偉、龐巴迪、瑪格納、阿徹丹尼爾斯米德蘭、日產、斯堪尼亞汽車、哈雷大衛森、菲亞特汽車、諾威屈伯德、東亞合成、三菱重工業、沙基工業股份、傲勝國際企業、中國鐵建，中國南車，上海電氣，中國聯塑科技集團、粵海制革、中國心連心化肥、滬安電力控股、福興中國、李氏金屬集團、富士印刷鋁片化工、嘉靈控股、美德向邦、豐隆亞洲、申洲國際
- 媒体、娛樂、消费品、旅游、零售、酒店，以及物流业：时代华纳、维珍传媒、威望迪、美联社、阿斯特尔传媒、华纳兄弟唱片、恩德茂尔、甘内特、新闻集团、丸韓、麦格劳-希尔集团、麦格纳娱乐、祖樂比、麦当劳、LVMH、泰森食品、可口可乐、波士顿啤酒公司、日清食品、老曾記 (新加坡)、面包新语、张裕、美特斯邦威、稻香集團、米蘭站、國美電器、周生生、青蛙王子國際控股、中閩百匯、豐益國際、美国航空、英国航空、大陆航空、达美航空、联邦快递、捷蓝航空、西北航空、新加坡航空、西南航空、馬來西亞航空、大韓航空、中国国际航空、大连港、中国港中旅集团公司、大眾控股、希尔顿、特朗普娱乐度假村公司、喜达屋、洲际酒店、永利澳門、亚马逊、塔吉特、沃尔玛、全食食品、汽车地带、史泰博、法切萊、超級集團
- 高科技行業：AMD、蘋果公司、Facebook、穀歌、惠普、英特爾、甲骨文、太陽微系統、德州儀器、東芝、佳能、優利、百度、聯華電子、中興通訊、用友軟體、京信通信、金風科技、赫比國際、中國光纖
- 電信業：美國電話電報公司、法國電信、德國電信、環球電訊、奧蘭治電信、西班牙電信、瑞典電信、澳大利亞電信、威瑞森通信、土耳其電信

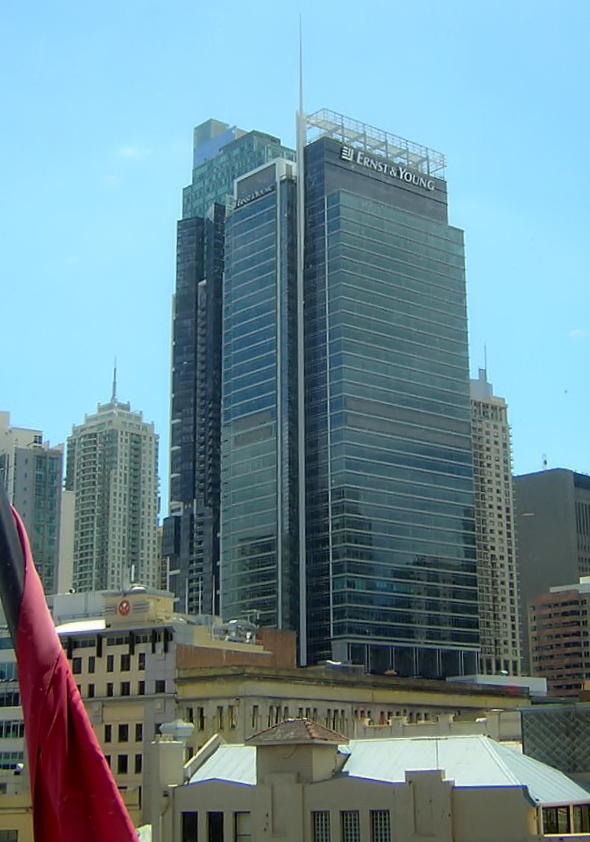
安永在悉尼的办公楼

## 奖项
- 自2008年以来，安永一直获《职场》杂志评为中国50个最佳工作地点之一。[15]
- 安永获香港100 Leading Graduate Employers Awards 2010（2010年最受毕业生欢迎的100大雇主奖项），获评为毕业生寻求的100大雇主之一。[15]
- 安永获国际人力资源管理咨询公司怡安翰威特评为10个2009年中国十大最佳雇主之一。[15]
- 2002年以来，安永美国办事处连续9年获得《Training》（培训）杂志 “Top 10 Learning Organizations”（“十大学习型企业”）的殊荣。[15]
- 自2000年来，安永获选为“Most Admired Knowledge Enterprise” （“最受推崇知识型机构” ）。[15]
- 自2008年首次举办“香港最受推崇知识型机构大奖”以来，连续6年获得该奖项，2013年更再次获得。[15]
- 安永獲《金融時報》及財務資料供應商並購市場資訊有限公司的亞太區並購獎 Accounting Firm of the Year 2010（2010年度會計師事務所）。[15]
- 自2012年起入選為英國Universum全球十大最受畢業生歡迎的僱主，更於2013年起晉身三甲之列。[15]

## 批评

### 劝退爭議事件
由於受到金融危機的衝擊，自2009年起，安永華明採取了一系列激進的人事措施，包括160小時的無薪休假，低薪休假和協商離職計畫。雖然中國國內的四大都有類似的節省人力成本的政策，但是安永的政策被認為是最不可接受的。“勸退”事件引起部分員工的集體投訴,對安永的聲譽造成了負面影響。

### Akai控股事件（2009）
安永香港被Akai控股以未盡審計師責任為由起訴，要求巨額賠償，經過多年訴訟，在2009年9月Akai清算人指出安永香港一合夥人擅改一系列審計證據，使法庭無法再信任安永的審計證據，隨後安永提出庭外和解，和解賠償金額未向外公佈，但業界估計和解賠償金額高達2億美元，而該合夥人也被安永內部調查而停職，同時，香港警方正式介入調查。

### 雷曼兄弟事件（2010）
根据2010年3月报告，雷曼兄弟使用了repo 105做帐，而安永作为雷曼的审计者对此知情。对此安永的发言人查理斯·帕金斯（Charles Perkins）辩称：安永最后一次为雷曼审计是2007财年，当时安永认为雷曼的报表真实，符合会计规范（GAAP）。

### 冷漠對待猝死員工（2019）
安永審計部一名經理於4月30日被發現於家中猝死，傳媒紛紛報導事件。根據經濟日報於5月11日報導，安永一名現職員工透露指公司至今未有向內部員工發出任何與是次事件相關的電郵，對事件表現有點冷漠，自己也被提醒不能在客人面前提起事件，「怕嚇親個客」（避免客戶受驚）。

### 吳高級經理強逼下屬7天工作
（香港）安永會計師樓高級經理的電郵流出市面，成為了業界熱話。電郵的內容大致是他對下屬的一系列工作要求，當中包括「平日要由早上九時半工作至晚上十一時半才可收工」、「星期六要在公司工作八小時，星期日要在家工作四至六小時」，並強調要嚴格遵守不能遲到，猶如軍訓生活。

## 赞助

### 安永企业家奖
安永企業家獎自1986 年在美國首次舉辦以來，已擴展至逾 50 個國家和地區及 140 多個城市，全球有數百名最成功及最富創新精神的傑出企業家們曾獲此殊榮。此前的獲獎者包括戴爾電腦創始人邁克爾·戴爾，星巴克董事長霍華德·舒爾茨，eBay創始人彼埃爾·奧米迪亞等。

### 里約奧運會
安永成為2016年里約熱內盧奧運會的官方贊助者，並成為奧運會的專業服務獨家供應商。

### 上海世博会
安永华明会计师事务所是中国2010年上海世博会财务顾问。

## 外部連結
- 官方网站